# 日納夫國家公園
日納夫國家公園（葡萄牙語：Parque Nacional do Zinave）是東非國家莫桑比克的國家公園，位於該國伊尼揚巴內省，佔地約4,000平方公里，成立於1973年6月26日，2010年報告指出非法捕獵導致大部分野生動物滅絕或瀕臨滅絕，其中包括黑犀、水牛、獵豹、非洲象、長頸鹿、角馬、斑馬等。